# Espanya als Jocs Olímpics d'estiu de 2020
Espanya va estar representada als Jocs Olímpics d'Estiu de 2020 celebrats a Tòquio (Japó) per 329 esportistes, 191 homes i 138 dones, que van competir en 29 esports, pràcticament tots els esports excepte cinc: beisbol, lluita, rugbi, softbol i surf.
Els portadors de la bandera en la cerimònia d'obertura foren la nadadora Mireia Belmonte i el piragüista Saúl Craviotto. En la cerimònia de clausura fou la karateka Sandra Sánchez, medalla d'or en la prova de karate que debutava en els Jocs Olímpics.
El golfista Jon Rahm fou l'únic esportista espanyol que no va poder participar en els Jocs Olímpics a causa de donar positiu per COVID-19.

## Medaller
L'equip olímpic espanyol va aconseguir les següents medalles:
| Esport             | Or | Plata | Bronze | Total |
| Atletisme          | 0  | 0     | 1      | 1     |
| Ciclisme           | 0  | 0     | 1      | 1     |
| Escalada esportiva | 1  | 0     | 0      | 1     |
| Futbol             | 0  | 1     | 0      | 1     |
| Gimnàstica         | 0  | 1     | 0      | 1     |
| Handbol            | 0  | 0     | 1      | 1     |
| Karate             | 1  | 1     | 0      | 2     |
| Piragüisme         | 0  | 3     | 0      | 3     |
| Taekwondo          | 0  | 1     | 0      | 1     |
| Tennis             | 0  | 0     | 1      | 1     |
| Tir                | 1  | 0     | 0      | 1     |
| Vela               | 0  | 0     | 2      | 2     |
| Waterpolo          | 0  | 1     | 0      | 1     |
| Total              | 3  | 8     | 6      | 17    |

## Medallistes
| Carlos Arévalo Saúl Craviotto | Rodrigo Germade Marcus Walz |

| Marta Bach Anni Espar Clara Espar Laura Ester Judith Forca Maica García Irene González | Paula Leitón Beatriz Ortiz Pili Peña Elena Ruiz Elena Sánchez Roser Tarragó |

| Marco Asensio Dani Ceballos Marc Cucurella Álvaro Fernández Eric García Óscar Gil Bryan Gil Mikel Merino Òscar Mingueza Rafa Mir Juan Miranda | Jon Moncayola Dani Olmo Mikel Oyarzabal Pedri Javi Puado Unai Simón Carlos Soler Pau Torres Jesús Vallejo Iván Villar Martín Zubimendi |

| Julen Aguinagalde Rodrigo Corrales Alex Dujshebaev Raúl Entrerríos Ángel Fernández Adrià Figueras Antonio García Aleix Gómez | Gedeón Guardiola Eduardo Gurbindo Jorge Maqueda Viran Morros Gonzalo Pérez Valero Rivera Daniel Sarmiento Ferran Solé |

## Esports
|    | Esport                | Homes | Dones | Total |
| -- | --------------------- | ----- | ----- | ----- |
| 1  | Atletisme             | 31    | 21    | 52    |
| 2  | Bàdminton             | 1     | 1     | 2     |
| 3  | Bàsquet               | 12    | 12    | 24    |
| 4  | Boxa                  | 4     | 0     | 4     |
| 5  | Ciclisme              | 9     | 3     | 12    |
| 6  | Escalada esportiva    | 1     | 0     | 1     |
| 7  | Esgrima               | 1     | 0     | 1     |
| 8  | Futbol                | 22    | 0     | 22    |
| 9  | Gimnàstica            | 5     | 4     | 9     |
| 10 | Golf                  | 2     | 2     | 4     |
| 11 | Halterofília          | 3     | 1     | 4     |
| 12 | Handbol               | 15    | 15    | 30    |
| 13 | Hípica                | 4     | 1     | 5     |
| 14 | Hoquei sobre herba    | 18    | 16    | 34    |
| 15 | Judo                  | 3     | 4     | 7     |
| 16 | Karate                | 1     | 1     | 2     |
| 17 | Monopatí de carrer    | 2     | 2     | 4     |
| 18 | Natació               | 4     | 7     | 11    |
| 19 | Natació sincronitzada | −     | 8     | 8     |
| 20 | Pentatló modern       | 1     | 0     | 1     |
| 21 | Piragüisme            | 10    | 5     | 15    |
| 22 | Rem                   | 4     | 2     | 6     |
| 23 | Salts                 | 2     | 0     | 2     |
| 24 | Taekwondo             | 3     | 1     | 4     |
| 25 | Tennis                | 4     | 4     | 8     |
| 26 | Tennis taula          | 1     | 2     | 3     |
| 27 | Tir                   | 1     | 1     | 2     |
| 28 | Tir amb arc           | 1     | 1     | 2     |
| 29 | Triatló               | 3     | 2     | 5     |
| 30 | Vela                  | 8     | 7     | 15    |
| 31 | Voleibol              | 2     | 2     | 4     |
| 32 | Waterpolo             | 13    | 13    | 26    |
|    | Total                 | 191   | 138   | 329   |

## Atletisme
Vegeu Atletisme als Jocs Olímpics d'estiu de 2020
Pista i ruta femení
| Esportista         | Esdeveniment      | Sèrie    | Sèrie   | Semifinal        | Semifinal        | Final            | Final            |
| Esportista         | Esdeveniment      | Resultat | Posició | Resultat         | Posició          | Resultat         | Posició          |
| ------------------ | ----------------- | -------- | ------- | ---------------- | ---------------- | ---------------- | ---------------- |
| Jaël Bestué        | 200 m             | 23.19    | 4       | No es classificà | No es classificà | No es classificà | No es classificà |
| Aauri Bokesa       | 400 m             | 51.89    | 4 q     | 51.57            | 8                | No es classificà | No es classificà |
| Teresa Errandonea  | 100 m tanques     | 13.15    | 6       | No es classificà | No es classificà | No es classificà | No es classificà |
| Marta Galimany     | Marató            |          |         |                  |                  | 2:35:39          | 37               |
| Laura García-Caro  | 20 km marxa       |          |         |                  |                  | 1:37.48          | 34               |
| Raquel González    | 20 km marxa       |          |         |                  |                  | 1:31.57          | 14               |
| Esther Guerrero    | 1.500 m           | 4:07.08  | 8       | No es classificà | No es classificà | No es classificà | No es classificà |
| Elena Loyo         | Marató            |          |         |                  |                  | 2:34:38          | 29               |
| Laura Méndez       | Marató            |          |         |                  |                  | No es classificà | No es classificà |
| María Pérez        | 20 km marxa       |          |         |                  |                  | 1:30.05          | 4                |
| Marta Pérez        | 1.500 m           | 4:04.76  | 7 q     | 4:01.69          | 5 Q              | 4:00.12          | 9                |
| María Isabel Pérez | 100 m             | 11.51    | 5       | No es classificà | No es classificà | No es classificà | No es classificà |
| Carolina Robles    | 3.000 m obstacles | 9:45.37  | 13 qR   |                  |                  | 9:50.96          | 14               |
| Lucía Rodríguez    | 5.000 m           | 15:26.19 | 16      |                  |                  | No es classificà | No es classificà |
| Natalia Romero     | 800 m             | 2:01.16  | 6 q     | 2:01.52          | 8                | No es classificà | No es classificà |

Pista i ruta masculí
| Esportista               | Esdeveniment      | Sèrie            | Sèrie            | Semifinal        | Semifinal        | Final            | Final            |
| Esportista               | Esdeveniment      | Resultat         | Posició          | Resultat         | Posició          | Resultat         | Posició          |
| ------------------------ | ----------------- | ---------------- | ---------------- | ---------------- | ---------------- | ---------------- | ---------------- |
| Daniel Arce              | 3.000 m obstacles | 8:38:09          | 13               |                  |                  | No es classificà | No es classificà |
| Adrián Ben               | 800 m             | 1:45.30          | 3 Q              | 1:44.30          | 4 q              | 1:45.96          | 5                |
| Fernando Carro           | 3.000 m obstacles | No acabà         | No acabà         |                  |                  | No es classificà | No es classificà |
| Luis Manuel Corchete     | 50 km marxa       |                  |                  |                  |                  | No es classificà | No es classificà |
| Ignacio Fontes           | 1.500 m           | 3:36.95          | 8 q              | 3:34.49          | 5 Q              | 3:38.56          | 13               |
| Sergio Fernández         | 400 m tanques     | No es classificà | No es classificà | No es classificà | No es classificà |                  |                  |
| Jesús Ángel García       | 50 km marxa       |                  |                  |                  |                  | 4:10:03          | 35               |
| Diego García             | 20 km marxa       |                  |                  |                  |                  | 1:21:57          | 6                |
| Jesús Gómez              | 1.500 m           | 3:47.27          | 12 qR            | 3:44.46          | 12               | No es classificà | No es classificà |
| Javier Guerra            | Marató            |                  |                  |                  |                  | 2:16:42          | 33               |
| Óscar Husillos           | 400 m             | 48.05            | 7                | No es classificà | No es classificà | No es classificà | No es classificà |
| Mohamed Katir            | 5.000 m           | 13:30.10         | 1 Q              |                  |                  | 13:06.60         | 8                |
| Ayad Lamdassem           | Marató            |                  |                  |                  |                  | 2:10:16          | 5                |
| Miguel Ángel López       | 20 km marxa       |                  |                  |                  |                  | 1:27.12          | 31               |
| Álvaro Martín            | 20 km marxa       |                  |                  |                  |                  | 1:21:46          | 4                |
| Asier Martínez           | 110 m tanques     | 13.32            | 1 Q              | 13.27            | 3 q              | 13.22            | 6                |
| Sebastián Martos         | 3.000 m obstacles | 8:23.07          | 8                |                  |                  | No es classificà | No es classificà |
| Daniel Mateo             | Marató            |                  |                  |                  |                  | 2:15:21          | 21               |
| Carlos Mayo              | 10.000 m          |                  |                  |                  |                  | 28:04.71         | 13               |
| Adel Mechaal             | 1.500 m           | 3:36.74          | 6 Q              | 3:32.19          | 4 Q              | 3:30.77          | 5                |
| Saúl Ordóñez             | 800 m             | 1:45.98          | 5                | No es classificà | No es classificà | No es classificà | No es classificà |
| Pablo Sánchez-Valladares | 800 m             | 1:46.06          | 4                | No es classificà | No es classificà | No es classificà | No es classificà |
| Marc Tur                 | 50 km marxa       |                  |                  |                  |                  | 3:51:08          | 4                |

Pista i ruta mixt
| Esportista                                         | Esdeveniment    | Sèrie    | Sèrie   | Final               | Final               |
| Esportista                                         | Esdeveniment    | Resultat | Posició | Resultat            | Posició             |
| -------------------------------------------------- | --------------- | -------- | ------- | ------------------- | ------------------- |
| Aauri Bokesa Laura Bueno Bernat Erta Samuel García | Relleus 4x400 m | 3:13.29  | 6       | No es classificaren | No es classificaren |

Concursos femení
| Esportista         | Esdeveniment       | Sèrie    | Sèrie   | Final            | Final            |
| Esportista         | Esdeveniment       | Resultat | Posició | Resultat         | Posició          |
| ------------------ | ------------------ | -------- | ------- | ---------------- | ---------------- |
| Fátima Diame       | Salt longitud      | 6,33     | 22      | No es classificà | No es classificà |
| Ana Peleteiro      | Triple salt        | 14,62    | 2 Q     | 14,87            | 3                |
| Laura Redondo      | Llançament martell | 62,42    | 29      | No es classificà | No es classificà |
| María Belén Toimil | Llançament pes     | 17,38    | 22      | No es classificà | No es classificà |

Concursos masculí
| Esportista           | Esdeveniment        | Sèrie    | Sèrie   | Final            | Final            |
| Esportista           | Esdeveniment        | Resultat | Posició | Resultat         | Posició          |
| -------------------- | ------------------- | -------- | ------- | ---------------- | ---------------- |
| Eusebio Cáceres      | Salt longitud       | 7,98     | 7 q     | 8,18             | 4                |
| Javier Cienfuegos    | Llançament martell  | 76,91    | 7 q     | 76,30            | 10               |
| Odei Jainaga         | Llançament javelina | 73,11    | 29      | No es classificà | No es classificà |
| Lois Maikel Martínez | Llançament disc     | 54,69    | 30      | No es classificà | No es classificà |
| Pablo Torrijos       | Triple salt         | 15,87    | 25      | No es classificà | No es classificà |

Combinada femení
| Esportista    | Esdeveniment |          | 100mT | SA   | LP    | 200m  | SL   | LJ    | 800m    | Final | Posició |
| ------------- | ------------ | -------- | ----- | ---- | ----- | ----- | ---- | ----- | ------- | ----- | ------- |
| María Vicente | Heptatló     | Resultat | 13.54 | 1.77 | 12.70 | 23.50 | 6.18 | 37.04 | 2:16.99 | 6.117 | 18      |
| María Vicente | Heptatló     | Punts    | 1059  | 941  | 707   | 1.029 | 905  | 611   | 865     | 6.117 | 18      |

Combinada masculí
| Esportista  | Esdeveniment |          | 100m  | SL   | LP    | SA   | 400m  | 110mT | LD    | SP   | LJ    | 1500m   | Final | Posició |
| ----------- | ------------ | -------- | ----- | ---- | ----- | ---- | ----- | ----- | ----- | ---- | ----- | ------- | ----- | ------- |
| Jorge Ureña | Decatló      | Resultat | 10.66 | 7.30 | 13.97 | 2.05 | 48.00 | 14.13 | 43.70 | 4.90 | 55.82 | 4:27.82 | 8.322 | 9       |
| Jorge Ureña | Decatló      | Punts    | 938   | 886  | 727   | 850  | 909   | 958   | 740   | 880  | 675   | 759     | 8.322 | 9       |

## Bàdminton
Vegeu Bàdminton als Jocs Olímpics d'estiu de 2020
| Esportista      | Esdeveniment       | Fase de grups               | Fase de grups                     | Fase de grups | Vuitens de final | Quarts de final  | Semifinal        | Final/FC         | Final/FC         |
| Esportista      | Esdeveniment       | 1r partit                   | 2n partit                         | Posició       | Vuitens de final | Quarts de final  | Semifinal        | Final/FC         | Final/FC         |
| --------------- | ------------------ | --------------------------- | --------------------------------- | ------------- | ---------------- | ---------------- | ---------------- | ---------------- | ---------------- |
| Pablo Abián     | Individual masculí | R. Must (EST) V 21−7, 21−11 | L Chen (CHN) D 11−21, 10−21       | 2             | No es classificà | No es classificà | No es classificà | No es classificà | No es classificà |
| Clara Azurmendi | Individual femení  | S-y. An (KOR) D 13−21, 8−21 | D.A. Adesokan (NGR) G 21−10, 21−2 | 2             | No es classificà | No es classificà | No es classificà | No es classificà | No es classificà |

## Bàsquet
Vegeu Bàsquet als Jocs Olímpics d'estiu de 2020

### Femení
Equip
| - Tamara Abalde - Raquel Carrera - Queralt Casas - Maite Cazorla - María Conde - Sílvia Domínguez |  | - Laura Gil - Astou Ndour - Cristina Ouviña - Laia Palau - Leonor Rodríguez - Alba Torrens |

Entrenador: Lucas Mondelo
Fase de grups
| Equip         | J | G | P | PF  | PC  | Dif | Punts |
| ------------- | - | - | - | --- | --- | --- | ----- |
| Espanya       | 3 | 3 | 0 | 234 | 205 | +29 | 6     |
| Sèrbia        | 3 | 2 | 1 | 207 | 214 | −7  | 5     |
| Canadà        | 3 | 1 | 2 | 208 | 201 | +7  | 4     |
| Corea del Sud | 3 | 0 | 3 | 183 | 212 | −29 | 3     |

Resultats
| Ronda           | Data  | Hora  | Partit        | Partit  | Partit  |
| --------------- | ----- | ----- | ------------- | ------- | ------- |
| Fase grups − 1  | 26/07 | 10:00 | Corea del Sud | 69 − 73 | Espanya |
| Fase grups − 2  | 29/07 | 17:20 | Espanya       | 85 − 70 | Sèrbia  |
| Fase grups − 3  | 01/08 | 10:00 | Canadà        | 66 − 76 | Espanya |
| Quarts de final | 04/08 | 21:00 | Espanya       | 64 − 67 | França  |

### Masculí
Equip
| - Alberto Abalde - Àlex Abrines - Víctor Claver - Rudy Fernández - Usman Garuba - Marc Gasol |  | - Pau Gasol - Willy Hernangómez - Xabier López-Arostegui - Sergio Llull - Sergio Rodríguez - Ricky Rubio |

Entrenador: Sergio Scariolo
Fase de grups
| Equip     | J | G | P | PF  | PC  | Dif | Punts |
| --------- | - | - | - | --- | --- | --- | ----- |
| Eslovènia | 3 | 3 | 0 | 329 | 268 | +61 | 6     |
| Espanya   | 3 | 2 | 1 | 256 | 243 | +13 | 5     |
| Argentina | 3 | 1 | 2 | 268 | 276 | −8  | 4     |
| Japó      | 3 | 0 | 3 | 235 | 301 | −66 | 3     |

Resultats
| Ronda           | Data  | Hora  | Partit  | Partit  | Partit       |
| --------------- | ----- | ----- | ------- | ------- | ------------ |
| Fase grups − 1  | 26/07 | 21:00 | Japó    | 77 − 88 | Espanya      |
| Fase grups − 2  | 29/07 | 21:00 | Espanya | 81 − 71 | Argentina    |
| Fase grups − 3  | 01/08 | 17:20 | Espanya | 87 − 95 | Eslovènia    |
| Quarts de final | 03/08 | 13:40 | Espanya | 81 − 95 | Estats Units |

## Boxa
Vegeu Boxa als Jocs Olímpics d'estiu de 2020
| Esportista          | Esdeveniment   | Setzens de final       | Vuitens de final      | Quarts de final           | Semifinal        | Final/FC         | Final/FC         |
| ------------------- | -------------- | ---------------------- | --------------------- | ------------------------- | ---------------- | ---------------- | ---------------- |
| Gabriel Escobar     | −52 kg masculí | R. Quiroga (ARG) V 5−0 | D. Asenov (BUL) V 4−1 | S. Bibossinov (KAZ) D 2−3 | No es classificà | No es classificà | No es classificà |
| Gazimagomed Jalidov | −81 kg masculí |                        | P. Aokuso (AUS) V 3−2 | I. Khataev (RUS) D KO     | No es classificà | No es classificà | No es classificà |
| José Quiles         | −57 kg masculí | K. Walker (IRL) D 0−5  | No es classificà      | No es classificà          | No es classificà | No es classificà | No es classificà |
| Emmanuel Reyes      | −91 kg masculí |                        | V. Levit (KAZ) V KO   | J.C. La Cruz (CUB) D 1−4  | No es classificà | No es classificà | No es classificà |

## Ciclisme
Vegeu Ciclisme als Jocs Olímpics d'estiu de 2020

### Ciclisme de muntanya
| Esportista    | Esdeveniment          | Temps   | Posició |
| ------------- | --------------------- | ------- | ------- |
| Jofre Cullell | Camp a través masculí | 1:28:16 | 15      |
| David Valero  | Camp a través masculí | 1:25:48 | 3       |
| Rocío García  | Camp a través femení  | 1:26:32 | 26      |

### Ciclisme en pista
Madison
| Esportista                   | Esdeveniment    | Temps | Voltes | Posició |
| ---------------------------- | --------------- | ----- | ------ | ------- |
| Sebastián Mora Albert Torres | Madison masculí | 14    | 0      | 6       |

Omnium
| Esportista    | Esdeveniment   | Scratch | Scratch | Persecució | Persecució | Sèrie   | Sèrie | Punts   | Punts | Total punts | Posició |
| Esportista    | Esdeveniment   | Posició | Punts   | Posició    | Punts      | Posició | Punts | Posició | Punts | Total punts | Posició |
| ------------- | -------------- | ------- | ------- | ---------- | ---------- | ------- | ----- | ------- | ----- | ----------- | ------- |
| Albert Torres | Omnium masculí | 15      | 12      | 10         | 22         | 7       | 28    | 11      | 22    | 84          | 10      |

### Ciclisme en ruta
| Esportista         | Esdeveniment             | Temps    | Posició  |
| ------------------ | ------------------------ | -------- | -------- |
| Omar Fraile        | Ruta masculina           | No acabà | No acabà |
| Mavi García        | Ruta femenina            | 3:54:31  | 12       |
| Mavi García        | Contrarellotge femenina  | 34:39.96 | 23       |
| Jesús Herrada      | Ruta masculina           | 6:16:53  | 62       |
| Gorka Izagirre     | Ruta masculina           | 6:11:46  | 23       |
| Ion Izagirre       | Ruta masculina           | 6:21:46  | 79       |
| Ion Izagirre       | Contrarellotge masculina | No acabà | No acabà |
| Ane Santesteban    | Ruta femenina            | 3:56:04  | 28       |
| Alejandro Valverde | Ruta masculina           | 6:15:38  | 42       |

## Escalada esportiva
Vegeu Escalada esportiva als Jocs Olímpics d'estiu de 2020
| Esportista    | Esdeveniment | Qualificació | Qualificació | Qualificació | Qualificació | Qualificació | Qualificació | Qualificació | Qualificació | Qualificació | Final     | Final     | Final    | Final   | Final   | Final   | Final   | Final | Final   |
| Esportista    | Esdeveniment | Velocitat    | Velocitat    | En bloc      | En bloc      | Directa      | Directa      | Directa      | Total        | Posició      | Velocitat | Velocitat | En bloc  | En bloc | Directa | Directa | Directa | Total | Posició |
| Esportista    | Esdeveniment | Millor       | Posició      | Resultat     | Posició      | Hold         | Temps        | Posició      | Total        | Posició      | Millor    | Posició   | Resultat | Posició | Hold    | Temps   | Posició | Total | Posició |
| ------------- | ------------ | ------------ | ------------ | ------------ | ------------ | ------------ | ------------ | ------------ | ------------ | ------------ | --------- | --------- | -------- | ------- | ------- | ------- | ------- | ----- | ------- |
| Alberto Ginés | Homes        | 6.32         | 7            | 1T1z 12 4    | 14           | 41+          | −            | 3            | 294.00       | 6 Q          | 1         | 1         | 0T3z 0 9 | 7       | 38+     | −       | 4       | 28    | 1       |

## Esgrima
Vegeu Esgrima als Jocs Olímpics d'estiu 2020
| Esportista      | Esdeveniment              | 1/32 de final | Setzens de final             | Vuitens de final | Quarts de final  | Semifinal        | Final            | Final            |
| --------------- | ------------------------- | ------------- | ---------------------------- | ---------------- | ---------------- | ---------------- | ---------------- | ---------------- |
| Carlos Llavador | Floret individual masculí |               | A. Choupenitch (CZE) D 11−15 | No es classificà | No es classificà | No es classificà | No es classificà | No es classificà |

## Futbol
Vegeu Futbol als Jocs Olímpics d'estiu de 2020

### Masculí
Equip
| - Marco Asensio - Dani Ceballos - Marc Cucurella - Álvaro Fernández - Eric García - Óscar Gil - Bryan Gil - Mikel Merino - Òscar Mingueza - Rafa Mir - Juan Miranda |  | - Jon Moncayola - Dani Olmo - Mikel Oyarzabal - Pedri - Javi Puado - Unai Simón - Carlos Soler - Pau Torres - Jesús Vallejo - Iván Villar - Martín Zubimendi |

Entrenador: Luis de la Fuente
Fase de grups
| Equip     | J | G | E | P | GF | GC | Dif | Punts |
| --------- | - | - | - | - | -- | -- | --- | ----- |
| Espanya   | 3 | 1 | 2 | 0 | 2  | 1  | +1  | 5     |
| Egipte    | 3 | 1 | 1 | 1 | 2  | 1  | +1  | 4     |
| Argentina | 3 | 1 | 1 | 1 | 2  | 3  | -1  | 4     |
| Austràlia | 3 | 1 | 0 | 2 | 2  | 3  | -1  | 3     |

Resultats
| Ronda           | Data  | Hora  | Partit    | Partit | Partit        |
| --------------- | ----- | ----- | --------- | ------ | ------------- |
| Fase grups − 1  | 22/07 | 16:30 | Egipte    | 0 − 0  | Espanya       |
| Fase grups − 2  | 25/07 | 19:30 | Austràlia | 0 − 1  | Espanya       |
| Fase grups − 3  | 28/07 | 20:00 | Espanya   | 1 − 1  | Argentina     |
| Quarts de final | 31/07 | 17:00 | Espanya   | 5 − 2  | Costa d'Ivori |
| Semifinal       | 03/08 | 20:00 | Japó      | 0 − 1  | Espanya       |
| Final           | 07/08 | 20:30 | Espanya   | 1 − 2  | Brasil        |

## Gimnàstica
Vegeu Gimnàstica als Jocs Olímpics d'estiu de 2020

### Gimnàstica artística
Femení
| Esportista      | Esdeveniment                        | Qualificació | Qualificació | Qualificació | Qualificació | Qualificació | Qualificació | Final            | Final            | Final            | Final            | Final            | Final            |
| Esportista      | Esdeveniment                        | Aparells     | Aparells     | Aparells     | Aparells     | Total        | Posició      | Aparells         | Aparells         | Aparells         | Aparells         | Total            | Posició          |
| Esportista      | Esdeveniment                        | T            | SC           | BA           | BE           | Total        | Posició      | T                | SC               | BA               | BE               | Total            | Posició          |
| --------------- | ----------------------------------- | ------------ | ------------ | ------------ | ------------ | ------------ | ------------ | ---------------- | ---------------- | ---------------- | ---------------- | ---------------- | ---------------- |
| Laura Bechdejú  | Equips / Concurs complet individual | 13,533       | 12,700       | 12,666       | 12,300       | 51,199       | 53           | No es classificà | No es classificà | No es classificà | No es classificà | No es classificà | No es classificà |
| Marina González | Equips / Concurs complet individual | 13,233       | 11,033       | 12,366       | 12,866       | 49,498       | 63           | No es classificà | No es classificà | No es classificà | No es classificà | No es classificà | No es classificà |
| Alba Petisco    | Equips / Concurs complet individual | 13,466       | 12,866       | 11,700       | 12,566       | 50,598       | 57           | No es classificà | No es classificà | No es classificà | No es classificà | No es classificà | No es classificà |
| Roxana Popa     | Equips / Concurs complet individual | 14,300       | 14,400       | 12,866       | 12,533       | 54,099       | 21 Q         | 14,600           | 12,100           | 11,700           | 13,133           | 51,133           | 22               |
| Total           | Equips / Concurs complet individual | 41,299       | 39,966       | 37,898       | 37,965       | 157,128      | 12           | No classificaren | No classificaren | No classificaren | No classificaren | No classificaren | No classificaren |

Masculí
| Esportista     | Esdeveniment                        | Qualificació | Qualificació | Qualificació | Qualificació | Qualificació | Qualificació | Qualificació | Qualificació | Final               | Final               | Final               | Final               | Final               | Final               | Final               | Final               |
| Esportista     | Esdeveniment                        | Aparells     | Aparells     | Aparells     | Aparells     | Aparells     | Aparells     | Total        | Posició      | Aparells            | Aparells            | Aparells            | Aparells            | Aparells            | Aparells            | Total               | Posició             |
| Esportista     | Esdeveniment                        | T            | CA           | A            | SC           | BP           | BF           | Total        | Posició      | T                   | CA                  | A                   | SC                  | BP                  | BF                  | Total               | Posició             |
| -------------- | ----------------------------------- | ------------ | ------------ | ------------ | ------------ | ------------ | ------------ | ------------ | ------------ | ------------------- | ------------------- | ------------------- | ------------------- | ------------------- | ------------------- | ------------------- | ------------------- |
| Néstor Abad    | Equips / Concurs complet individual | 13,666       | 11,466       | 11,966       | 13,000       | 14,800       | 13,133       | 78,031       | 53           | No es classificà    | No es classificà    | No es classificà    | No es classificà    | No es classificà    | No es classificà    | No es classificà    | No es classificà    |
| Thierno Diallo | Equips / Concurs complet individual | 12,233       | 12,900       | 13,000       | 12,833       | 14,000       | 11,100       | 76,066       | 56           | No es classificà    | No es classificà    | No es classificà    | No es classificà    | No es classificà    | No es classificà    | No es classificà    | No es classificà    |
| Nicolau Mir    | Equips / Concurs complet individual | 13,533       | 12,600       | 12,400       | 13,866       | 14,033       | 13,233       | 79,665       | 48           | No es classificà    | No es classificà    | No es classificà    | No es classificà    | No es classificà    | No es classificà    | No es classificà    | No es classificà    |
| Joel Plata     | Equips / Concurs complet individual | 13,500       | 13,433       | 13,300       | 13,966       | 14,633       | 12,466       | 81,298       | 37           | No es classificà    | No es classificà    | No es classificà    | No es classificà    | No es classificà    | No es classificà    | No es classificà    | No es classificà    |
| Total          | Equips / Concurs complet individual | 40,699       | 38,933       | 38,700       | 40,832       | 43,466       | 38,832       | 241,462      | 12           | No es classificaren | No es classificaren | No es classificaren | No es classificaren | No es classificaren | No es classificaren | No es classificaren | No es classificaren |

| Esportista       | Esdeveniment | Qualificació | Qualificació | Final  | Final   |
| Esportista       | Esdeveniment | Total        | Posició      | Total  | Posició |
| ---------------- | ------------ | ------------ | ------------ | ------ | ------- |
| Rayderley Zapata | Terra        | 15,041       | 4 Q          | 14,933 | 2       |

## Golf
Vegeu Golf als Jocs Olímpics d'estiu de 2020
| Esportista      | Esdeveniment | Rondes | Rondes | Rondes | Rondes | Total     | Total | Total   |
| Esportista      | Esdeveniment | 1      | 2      | 3      | 4      | Puntuació | Par   | Posició |
| --------------- | ------------ | ------ | ------ | ------ | ------ | --------- | ----- | ------- |
| Adrià Arnaus    | Homes        | 68     | 69     | 74     | 67     | 278       | −6    | 38      |
| Jorge Campillo  | Homes        | 70     | 75     | 69     | 75     | 289       | +4    | 59      |
| Carlota Ciganda | Dones        | 68     | 73     | 70     | 69     | 280       | −4    | 29      |
| Azahara Muñoz   | Dones        | 69     | 76     | 73     | 72     | 290       | +6    | 50      |

## Halterofília
Vegeu Halterofília als Jocs Olímpics d'estiu de 2020
| Esportista     | Esdeveniment    | Arrencada | Arrencada | Dos temps | Dos temps | Total | Posició |
| Esportista     | Esdeveniment    | Resultat  | Posició   | Resultat  | Posició   | Total | Posició |
| -------------- | --------------- | --------- | --------- | --------- | --------- | ----- | ------- |
| Andrés Mata    | −81 kg masculí  | 158       | 9         | 189       | 8         | 347   | 8       |
| Marcos Ruiz    | +109 kg masculí | 180       | 5         | 215       | 9         | 395   | 8       |
| David Sánchez  | −73 kg masculí  | 149       | 9         | 177       | 9         | 323   | 10      |
| Lydia Valentín | −87 kg femení   | 103       | 9         | 122       | 11        | 225   | 10      |

## Handbol
Vegeu Handbol als Jocs Olímpics d'estiu de 2020

### Femení
Equip
| - Paula Arcos - Alexandrina Cabral - Mercedes Castellanos - Elisabet Cesareo - Alicia Fernández - Mireya González - Lara González - Jennifer Gutiérrez |  | - Ainhoa Hernández - Marta López - Soledad López - Carmen Martín - Silvia Navarro - Nerea Pena - Almudena Rodríguez |

Entrenador: Carlos Viver
Fase de grups
| Equip   | J | G | E | P | GF  | GC  | Dif | Punts |
| ------- | - | - | - | - | --- | --- | --- | ----- |
| Suècia  | 5 | 3 | 1 | 1 | 152 | 133 | +19 | 7     |
| Rússia  | 5 | 3 | 1 | 1 | 148 | 149 | −1  | 7     |
| França  | 5 | 2 | 1 | 2 | 139 | 135 | +4  | 5     |
| Hongria | 5 | 2 | 0 | 3 | 142 | 149 | −7  | 4     |
| Espanya | 5 | 2 | 0 | 3 | 135 | 142 | −7  | 4     |
| Brasil  | 5 | 1 | 1 | 3 | 133 | 141 | −8  | 3     |

Resultats
| Ronda          | Data  | Hora  | Partit  | Partit  | Partit  |
| -------------- | ----- | ----- | ------- | ------- | ------- |
| Fase grups − 1 | 25/07 | 19:30 | Espanya | 24 − 31 | Suècia  |
| Fase grups − 2 | 27/07 | 21:30 | França  | 25 − 28 | Espanya |
| Fase grups − 3 | 29/07 | 11:00 | Espanya | 27 − 23 | Brasil  |
| Fase grups − 4 | 31/07 | 19:30 | Hongria | 29 − 25 | Espanya |
| Fase grups − 5 | 02/08 | 14:15 | Espanya | 31 − 34 | Rússia  |

### Masculí
Equip
| - Julen Aguinagalde - Rodrigo Corrales - Alex Dujshebaev - Raúl Entrerríos - Ángel Fernández - Adrià Figueras - Antonio García - Aleix Gómez |  | - Gedeón Guardiola - Eduardo Gurbindo - Jorge Maqueda - Viran Morros - Gonzalo Pérez - Valero Rivera - Daniel Sarmiento - Ferran Solé |

Entrenador: Jordi Ribera
Fase de grups
| Equip     | J | G | E | P | GF  | GC  | Dif | Punts |
| --------- | - | - | - | - | --- | --- | --- | ----- |
| França    | 5 | 4 | 0 | 1 | 162 | 148 | +14 | 8     |
| Espanya   | 5 | 4 | 0 | 1 | 155 | 142 | +13 | 8     |
| Alemanya  | 5 | 3 | 0 | 2 | 146 | 131 | +15 | 6     |
| Noruega   | 5 | 3 | 0 | 2 | 136 | 132 | +4  | 6     |
| Brasil    | 5 | 1 | 0 | 4 | 128 | 145 | −17 | 2     |
| Argentina | 5 | 0 | 0 | 5 | 125 | 154 | −29 | 0     |

Resultats
| Ronda               | Data  | Hora  | Partit   | Partit  | Partit    |
| ------------------- | ----- | ----- | -------- | ------- | --------- |
| Fase grups − 1      | 24/07 | 16:15 | Alemanya | 27 − 28 | Espanya   |
| Fase grups − 2      | 26/07 | 16:15 | Espanya  | 28 − 27 | Noruega   |
| Fase grups − 3      | 28/07 | 19:30 | Brasil   | 25 − 32 | Espanya   |
| Fase grups − 4      | 30/07 | 14:15 | França   | 36 − 31 | Espanya   |
| Fase grups − 5      | 01/08 | 14:15 | Espanya  | 36 − 27 | Argentina |
| Quarts de final     | 03/08 | 13:15 | Suècia   | 33 − 34 | Espanya   |
| Semifinal           | 05/08 | 21:00 | Espanya  | 23 − 27 | Dinamarca |
| Final de consolació | 07/08 | 17:00 | Egipte   | 31 − 33 | Espanya   |

## Hípica
Vegeu Hípica als Jocs Olímpics d'estiu de 2020
Concurs complet
| Esportista       | Cavall            | Esdeveniment | Doma clàssica | Doma clàssica | Camp a través | Camp a través | Camp a través | Salts d'obstacles | Salts d'obstacles | Salts d'obstacles | Salts d'obstacles | Salts d'obstacles | Salts d'obstacles | Total        | Total   |
| Esportista       | Cavall            | Esdeveniment | Doma clàssica | Doma clàssica | Camp a través | Camp a través | Camp a través | Classificació     | Classificació     | Classificació     | Final             | Final             | Final             | Total        | Total   |
| Esportista       | Cavall            | Esdeveniment | Penalització  | Posició       | Penalització  | Total         | Posició       | Penalització      | Total             | Posició           | Penalització      | Total             | Posició           | Penalització | Posició |
| ---------------- | ----------------- | ------------ | ------------- | ------------- | ------------- | ------------- | ------------- | ----------------- | ----------------- | ----------------- | ----------------- | ----------------- | ----------------- | ------------ | ------- |
| Francisco Gaviño | Source de la Faye | Individual   | 47,70         | 62            | 75,6          | 123,3         | 48            | 12,00             | 135,30            | 44                | No es classificà  | No es classificà  | No es classificà  | 135,30       | 44      |

Doma clàssica
| Esportista                                                   | Cavall                        | Esdeveniment | Gran Premi | Gran Premi | Gran Premi Especial | Gran Premi Especial | Gran Premi Estil Lliure | Gran Premi Estil Lliure | Global   | Global  |
| Esportista                                                   | Cavall                        | Esdeveniment | Resultat   | Posició    | Resultat            | Posició             | Tècnic                  | Artístic                | Resultat | Posició |
| ------------------------------------------------------------ | ----------------------------- | ------------ | ---------- | ---------- | ------------------- | ------------------- | ----------------------- | ----------------------- | -------- | ------- |
| Beatriu Ferrer-Salat                                         | Elegance                      | Individual   | 72,096     | 18 q       |                     |                     | 72,607                  | 82,457                  | 77,532   | 17      |
| José Antonio García                                          | Sorento                       | Individual   | 69,146     | 32         | No es classificà    | No es classificà    | No es classificà        | No es classificà        |          |         |
| Severo Jurado                                                | Fendi T                       | Individual   | 68,370     | 38         | No es classificà    | No es classificà    | No es classificà        | No es classificà        |          |         |
| Beatriu Ferrer-Salat José Antonio García Severo Jesús Jurado | Elegance Divina Royal Fendi T | Equips       | 6.749,5    | 8 Q        | 7.198,5             | 7                   |                         |                         | 7.198,5  | 7       |

Salts d'obstacles
| Esportista      | Cavall | Esdeveniment | Qualificació | Qualificació | Final            | Final            | Total            | Total            |
| Esportista      | Cavall | Esdeveniment | Penalització | Posició      | Penalització     | Posició          | Penalització     | Posició          |
| --------------- | ------ | ------------ | ------------ | ------------ | ---------------- | ---------------- | ---------------- | ---------------- |
| Eduardo Álvarez | Legend | Individual   | 4,00         | 31           | No es classificà | No es classificà | No es classificà | No es classificà |

## Hoquei sobre herba
Vegeu Hoquei sobre herba als Jocs Olímpics d'estiu de 2020

### Femení
Equip
| - Laura Barrios - Berta Bonastre - Begoña García - Belén Iglesias - Lucía Jiménez - María López - Alicia Magaz - Candela Mejías |  | - Georgina Oliva - Beatriz Pérez - Carlota Petchame - Júlia Pons - Lola Riera - María Ruiz - Alejandra Torres-Quevedo - Clara Ycart |

Entrenador: Adrian Lock
Fase de grups
| Equip           | J | G | E | P | GF | GC | Dif | Punts |
| --------------- | - | - | - | - | -- | -- | --- | ----- |
| Austràlia       | 5 | 5 | 0 | 0 | 13 | 1  | +12 | 15    |
| Espanya         | 5 | 3 | 0 | 2 | 9  | 85 | +1  | 9     |
| Argentina       | 5 | 3 | 0 | 2 | 8  | 8  | 0   | 9     |
| Nova Zelanda    | 5 | 2 | 0 | 3 | 8  | 7  | +1  | 6     |
| R.P. de la Xina | 5 | 2 | 0 | 3 | 9  | 16 | −7  | 6     |
| Japó            | 5 | 0 | 0 | 5 | 6  | 13 | −7  | 0     |

Resultats
| Ronda           | Data  | Hora  | Partit       | Partit      | Partit          |
| --------------- | ----- | ----- | ------------ | ----------- | --------------- |
| Fase grups − 1  | 25/07 | 10:00 | Austràlia    | 3 − 1       | Espanya         |
| Fase grups − 2  | 26/07 | 19:00 | Argentina    | 3 − 0       | Espanya         |
| Fase grups − 3  | 28/07 | 11:45 | Nova Zelanda | 1 − 2       | Espanya         |
| Fase grups − 4  | 29/07 | 18:30 | Espanya      | 2 − 0       | R.P. de la Xina |
| Fase grups − 5  | 31/07 | 10:00 | Japó         | 1 − 4       | Espanya         |
| Quarts de final | 02/08 | 21:00 | Espanya      | 2 − 2 (0−2) | Regne Unit      |

### Masculí
Equip
| - David Alegre - Alejandro Alonso - José Basterra - Albert Béltran - Marc Boltó - Quico Cortés - Miquel Delàs - Quique González - Álvaro Iglesias |  | - Xavi Lleonart - Roc Oliva - Llorenç Piera - Pau Quemada - Marc Recasens - Josep Romeu - Viçens Ruiz - Ricardo Sánchez - Marc Sallés |

Entrenador: Frederic Soyez
Fase de grups
| Equip        | J | G | E | P | GF | GC | Dif | Punts |
| ------------ | - | - | - | - | -- | -- | --- | ----- |
| Austràlia    | 5 | 4 | 1 | 0 | 22 | 9  | +13 | 13    |
| Índia        | 5 | 4 | 0 | 1 | 15 | 13 | +2  | 12    |
| Argentina    | 5 | 2 | 1 | 2 | 10 | 11 | −1  | 7     |
| Espanya      | 5 | 1 | 2 | 2 | 9  | 10 | −1  | 5     |
| Nova Zelanda | 5 | 1 | 1 | 3 | 11 | 16 | −5  | 4     |
| Japó         | 5 | 0 | 1 | 4 | 10 | 18 | −8  | 1     |

Resultats
| Ronda           | Data  | Hora  | Partit    | Partit | Partit       |
| --------------- | ----- | ----- | --------- | ------ | ------------ |
| Fase grups − 1  | 24/07 | 12:15 | Argentina | 1 − 1  | Espanya      |
| Fase grups − 2  | 25/07 | 20:45 | Espanya   | 3 − 4  | Nova Zelanda |
| Fase grups − 3  | 27/07 | 10:00 | Índia     | 3 − 0  | Espanya      |
| Fase grups − 4  | 28/07 | 20:45 | Japó      | 1 − 4  | Espanya      |
| Fase grups − 5  | 30/07 | 10:00 | Austràlia | 1 − 1  | Espanya      |
| Quarts de final | 01/08 | 18:30 | Bèlgica   | 3 − 1  | Espanya      |

## Judo
Vegeu Judo als Jocs Olímpics d'Estiu de 2020
Femení
| Esportista      | Esdeveniment | Setzens de final         | Vuitens de final         | Quarts de final  | Semifinal        | Repesca          | Final/FC         | Final/FC         |
| --------------- | ------------ | ------------------------ | ------------------------ | ---------------- | ---------------- | ---------------- | ---------------- | ---------------- |
| María Bernabéu  | −70 kg       | M. Taimazova (RUS) L 0−1 | No es classificà         | No es classificà | No es classificà | No es classificà | No es classificà | No es classificà |
| Cristina Cabaña | −63 kg       | K. Watanabe (PHI) V 1−0  | T. Trstenjak (SVN) D 0−1 | No es classificà | No es classificà | No es classificà | No es classificà | No es classificà |
| Julia Figueroa  | −48 kg       | G. Şentürk (TUR) V 1−0   | S. Rishony (ISR) D 0−1   | No es classificà | No es classificà | No es classificà | No es classificà | No es classificà |
| Ana Perez       | −52 kg       | F. Kocher (SUI) L 0−1    | No es classificà         | No es classificà | No es classificà | No es classificà | No es classificà | No es classificà |

Masculí
| Esportista              | Esdeveniment | 1/32 de final | Setzens de final           | Vuitens de final        | Quarts de final          | Semifinal        | Repesca                | Final/FC         | Final/FC         |                  |
| ----------------------- | ------------ | ------------- | -------------------------- | ----------------------- | ------------------------ | ---------------- | ---------------------- | ---------------- | ---------------- | ---------------- |
| Alberto Gaitero         | −66 kg       |               | G. Zantaraia (UKR) D 0−1   | No es classificà        | No es classificà         | No es classificà | No es classificà       | No es classificà | No es classificà |                  |
| Francisco Garrigós      | −60 kg       |               | –                          | L. Mkheidze (FRA) D 0−1 | No es classificà         | No es classificà | No es classificà       | No es classificà | No es classificà | No es classificà |
| Nikoloz Sherazadishvili | −90 kg       | –             | G. Altanbagana (MGL) V 1−0 | M. Nyman (SWE) V 1−0    | M. Igolnikov (RUS) D 0−1 | –                | D. Bobonov (UZB) D 0−1 | No es classificà | No es classificà |                  |

## Karate
Vegeu Karate als Jocs Olímpics d'estiu de 2020
| Esportista      | Esdeveniment | Vuitens de final | Quarts de final | Semifinal | Repesca | Final/FC                         | Final/FC |
| --------------- | ------------ | ---------------- | --------------- | --------- | ------- | -------------------------------- | -------- |
| Damián Quintero | Kata masculí | 27,37            | 1 Q             | 27,28     | 1 Q     | R. Kiyuna (JPN) V 27,66 – 28,72  | 2        |
| Sandra Sánchez  | Kata femení  | 27,43            | 1 Q             | 27,86     | 1 Q     | K. Shimizu (JPN) V 28,06 – 27,88 | 1        |

## Monopatí de carrer
Vegeu Monopatí de carrer als Jocs Olímpics d'estiu de 2020
| Esportista      | Esdeveniment   | Qualificació | Qualificació | Final            | Final            |
| Esportista      | Esdeveniment   | Puntuació    | Posició      | Puntuació        | Posició          |
| --------------- | -------------- | ------------ | ------------ | ---------------- | ---------------- |
| Julia Benedetti | Parc femení    | 27,76        | 16           | No es classificà | No es classificà |
| Andrea Benítez  | Carrer femení  | 5,96         | 15           | No es classificà | No es classificà |
| Danny León      | Carrer masculí | 73,24        | 9            | No es classificà | No es classificà |
| Jaime Mateu     | Carrer masculí | 69,18        | 10           | No es classificà | No es classificà |

## Natació
Vegeu Natació als Jocs Olímpics d'estiu de 2020
Femení
| Esportista                                               | Esdeveniment           | Sèrie    | Sèrie   | Semifinal        | Semifinal        | Final               | Final               |
| Esportista                                               | Esdeveniment           | Temps    | Posició | Temps            | Posició          | Temps               | Posició             |
| -------------------------------------------------------- | ---------------------- | -------- | ------- | ---------------- | ---------------- | ------------------- | ------------------- |
| Mireia Belmonte                                          | 800 m lliures          | 8:26.71  | 14      |                  |                  | No es classificà    | No es classificà    |
| Mireia Belmonte                                          | 1500 m lliures         | 16:11.68 | 15      |                  |                  | No es classificà    | No es classificà    |
| Mireia Belmonte                                          | 400 m estils           | 4:35.88  | 4 Q     |                  |                  | 4:35.13             | 4                   |
| Marina Garcia                                            | 200 m braça            | 2:26.21  | 22      | No es classificà | No es classificà | No es classificà    | No es classificà    |
| Lidón Muñoz                                              | 50 m lliures           | 25.10    | 23      | No es classificà | No es classificà | No es classificà    | No es classificà    |
| Lidón Muñoz                                              | 100 m lliures          | 54.97    | 27      | No es classificà | No es classificà | No es classificà    | No es classificà    |
| Jimena Pérez                                             | 800 m lliures          | 8:33.98  | 21      |                  |                  | No es classificà    | No es classificà    |
| Jimena Pérez                                             | 1500 m lliures         | 16:15.99 | 18      |                  |                  | No es classificà    | No es classificà    |
| Paula Ruiz                                               | 10 km                  |          |         |                  |                  | 2:03:17.6           | 16                  |
| Jessica Vall                                             | 100 m braça            | 1:07.07  | 18      | No es classificà | No es classificà | No es classificà    | No es classificà    |
| Jessica Vall                                             | 200 m braça            | 2:23.31  | 10 Q    | 2:24.87          | 13               | No es classificà    | No es classificà    |
| África Zamorano                                          | 200 m esquena          | 2:10.72  | 14 Q    | 2:10.42          | 13               | No es classificà    | No es classificà    |
| África Zamorano                                          | 200 m estils           | 2:13.81  | 20      | No es classificà | No es classificà | No es classificà    | No es classificà    |
| Mireia Belmonte Lidón Muñoz Jessica Vall África Zamorano | Relleus 4x100 m estils | 4:04.14  | 16      |                  |                  | No es classificaren | No es classificaren |

Masculí
| Esportista       | Esdeveniment  | Sèrie   | Sèrie   | Semifinal | Semifinal | Final            | Final            |
| Esportista       | Esdeveniment  | Temps   | Posició | Temps     | Posició   | Temps            | Posició          |
| ---------------- | ------------- | ------- | ------- | --------- | --------- | ---------------- | ---------------- |
| Nicolás García   | 200 m esquena | 1:57.62 | 13 Q    | 1:56.35   | 5 Q       | 1:59.06          | 8                |
| Hugo González    | 100 m esquena | 53.45   | 9 Q     | 53.05     | 7 Q       | 52.78            | 6                |
| Hugo González    | 200 m estils  | 1:57.61 | 11 Q    | 1:57.96   | 11        | No es classificà | No es classificà |
| Alberto Martínez | 10 km         |         |         |           |           | 1:53:16.4        | 18               |
| Joan Lluís Pons  | 400 m estils  | 4:12.67 | 15      |           |           | No es classificà | No es classificà |

## Natació sincronitzada
Vegeu Natació sincronitzada als Jocs Olímpics d'estiu de 2020
| Esportista | Esdeveniment | Rutina tècnica | Rutina tècnica | Rutina tècnica | Rutina lliure (preliminar) | Rutina lliure (preliminar) | Rutina lliure (final) | Rutina lliure (final) | Rutina lliure (final) |
| Esportista | Esdeveniment | Puntuació      | Posició        | Puntuació      | Total                      | Posició                    | Puntuació             | Total                 | Posició               |
| --- | ------------ | -------------- | -------------- | -------------- | -------------------------- | -------------------------- | --------------------- | --------------------- | --------------------- |
| Alisa Ozhogina Iris Tió                                                                                       | Duet         | 86,9281        | 11             | 88,3000        | 175,2281                   | 11                         | 88,6667               | 175,5948              | 10                    |
| Ona Carbonell Berta Ferreras Meritxell Mas Alisa Ozhogina Paula Ramírez Sara Saldaña Iris Tió Blanca Toledano | Equips       | 90,3780        | 7              |                |                            |                            | 91,5333               | 181,9113              | 7                     |

## Pentatló modern
Vegeu Pentatló modern als Jocs Olímpics d'estiu 2020
| Esportista    | Esdeveniment | Esgrima | Esgrima | Esgrima | Esgrima   | Natació | Natació | Natació   | Hípica       | Hípica  | Hípica    | Tir/Camp a través | Tir/Camp a través | Tir/Camp a través | Total     | Total   |
| Esportista    | Esdeveniment | RR      | RE      | Posició | Puntuació | Temps   | Posició | Puntuació | Penalització | Posició | Puntuació | Temps             | Posició           | Puntuació         | Puntuació | Posició |
| ------------- | ------------ | ------- | ------- | ------- | --------- | ------- | ------- | --------- | ------------ | ------- | --------- | ----------------- | ----------------- | ----------------- | --------- | ------- |
| Aleix Heredia | Homes        | 16–19   | 4       | 23      | 200       | 2:07.78 | 33      | 295       | 70,14        | 15      | 286       | 11:34.52          | 23                | 606               | 1387      | 23      |

## Piragüisme
Vegeu Piragüisme als Jocs Olímpics d'estiu de 2020

### Aigües braves
| Esportista        | Esdeveniment | Ronda preliminar | Ronda preliminar | Ronda preliminar | Ronda preliminar | Ronda preliminar | Ronda preliminar | Semifinal | Semifinal | Final  | Final   | Final |
| Esportista        | Esdeveniment | Mànega 1         | Punts            | Mànega 2         | Punts            | Millor           | Posició          | Temps     | Posició   | Temps  | Posició |       |
| ----------------- | ------------ | ---------------- | ---------------- | ---------------- | ---------------- | ---------------- | ---------------- | --------- | --------- | ------ | ------- | ----- |
| Maialen Chourraut | K1 femení    | 108,25           | 6                | 105,13           | 5                | 105,13           | 5                | 107,92    | 7         | 106,63 | 2       |       |
| Ander Elosegi     | C1 masculí   | 103,78           | 8                | 101,51           | 4                | 101,51           | 7                | 103,15    | 3         | 106,59 | 8       |       |
| David Llorente    | K1 masculí   | 147,62           | 22               | 95,83            | 14               | 95,83            | 18               | 98,26     | 8         | 150,08 | 10      |       |
| Núria Vilarrubla  | C1 femení    | 118,03           | 9                | 121,00           | 15               | 118,03           | 1                | 119,99    | 8         | 127,33 | 8       |       |

### Aigües tranquil·les
| Esportista                                                | Esdeveniment      | Sèrie    | Sèrie   | Quarts de final | Quarts de final | Semifinal        | Semifinal        | Final            | Final            |
| Esportista                                                | Esdeveniment      | Temps    | Posició | Temps           | Posició         | Temps            | Posició          | Temps            | Posició          |
| --------------------------------------------------------- | ----------------- | -------- | ------- | --------------- | --------------- | ---------------- | ---------------- | ---------------- | ---------------- |
| Carlos Arévalo                                            | K1 200 m masculí  | 34.452   | 2 Q     | –               | –               | 35.207           | 3 FA             | 35.391           | 5                |
| Isabel Contreras                                          | K1 500 m femení   | 1:49.256 | 4 q     | 1:51.235        | 1 Q             | 1:54.535         | 6 FC             | 1:55.728         | 19               |
| Saúl Craviotto                                            | K1 200 m masculí  | 35.002   | 2 Q     | –               | –               | 35.934           | 4 FA             | 35.568           | 7                |
| Cayetano García                                           | C1 1000 m masculí | 4:34.418 | 4 q     | 4:31.929        | 5               | No es classificà | No es classificà | No es classificà | No es classificà |
| Antía Jácome                                              | C1 200 m femení   | 46.691   | 3 q     | 45.668          | 1 Q             | 47.414           | 4 FA             | 47.226           | 5                |
| Pablo Martínez                                            | C1 1000 m masculí | 4:21.729 | 5 q     | 4:09.102        | 3               | No es classificà | No es classificà | No es classificà | No es classificà |
| Teresa Portela                                            | K1 200 m femení   | 40.812   | 1 Q     | –               | –               | 38.858           | 4 FA             | 38.883           | 2                |
| Francisco Cubelos Íñigo Peña                              | K2 1000 m masculí | 3:10.138 | 1 Q     | –               | –               | 3:19.133         | 4 FA             | 3:17.267         | 6                |
| Cayetano García Pablo Martínez                            | C2 1000 m masculí | 3:44.947 | 2 Q     | –               | –               | 3:28.594         | 4 FA             | 3:41.572         | 8                |
| Carlos Arévalo Saúl Craviotto Rodrigo Germade Marcus Walz | K4 500 m masculí  | 1:21.658 | 1 Q     |                 |                 | 1:24.355         | 1 FA             | 1:22.445         | 2                |

## Rem
Vegeu Rem als Jocs Olímpics d'estiu de 2020
| Esportista                     | Esdeveniment                | Sèries  | Sèries  | Repesca | Repesca | Semifinal | Semifinal | Final   | Final   |
| Esportista                     | Esdeveniment                | Temps   | Posició | Temps   | Posició | Temps     | Posició   | Temps   | Posició |
| ------------------------------ | --------------------------- | ------- | ------- | ------- | ------- | --------- | --------- | ------- | ------- |
| Jaime Canalejo Javier García   | Dos sense timoner masculí   | 6:53.33 | 4 R     | 6:47.06 | 1 SA/B  | 6:16.25   | 3 FA      | 6:25.25 | 6       |
| Manel Balastegui Caetano Horta | Doble Scull lleuger masculí | 6:38.72 | 4 R     | 6:45.71 | 2 SA/B  | 6:15.49   | 5 FB      | 6:15.45 | 7       |
| Aina Cid Virginia Díaz         | Dos sense timoner femení    | 7:23.14 | 3 SA/B  | –       | –       | 6:50.63   | 3 FA      | 7:00.05 | 6       |

## Salts
Vegeu Salts als Jocs Olímpics d'estiu de 2020
| Esportista      | Esdeveniment         | Sèrie  | Sèrie   | Semifinal        | Semifinal        | Final            | Final            |
| Esportista      | Esdeveniment         | Punts  | Posició | Punts            | Posició          | Punts            | Posició          |
| --------------- | -------------------- | ------ | ------- | ---------------- | ---------------- | ---------------- | ---------------- |
| Alberto Arévalo | Trampolí 3 m masculí | 322,85 | 26      | No es classificà | No es classificà | No es classificà | No es classificà |
| Nicolás García  | Trampolí 3 m masculí | 382,60 | 19      | No es classificà | No es classificà | No es classificà | No es classificà |

## Taekwondo
Vegeu Taekwondo als Jocs Olímpics d'estiu de 2020
| Esportista     | Esdeveniment   | Vuitens de final           | Quarts de final       | Semifinal                 | Repesca          | Final/FC                        | Final/FC         |
| -------------- | -------------- | -------------------------- | --------------------- | ------------------------- | ---------------- | ------------------------------- | ---------------- |
| Adriana Cerezo | −49 kg femení  | T. Bogdanović (SRB) V 12−4 | J. Wu (CHN) V 33−2    | R. Yıldırım (TUR) V 39−19 | –                | P. Wongpattanakit (THA) D 10−11 | 2                |
| Raul Martínez  | −80 kg masculí | T. Kanaet (CRO) D 15−21    | No es classificà      | No es classificà          | No es classificà | No es classificà                | No es classificà |
| Javier Pérez   | −68 kg femení  | A. Wael (EGY) D 22−20      | No es classificà      | No es classificà          | No es classificà | No es classificà                | No es classificà |
| Adrian Vicente | −58 kg femení  | R. Bragança (POR) V 24−9   | J. Jang (KOR) D 19−24 | No es classificà          | No es classificà | No es classificà                | No es classificà |

## Tennis
Vegeu Tennis als Jocs Olímpics d'estiu de 2020
Femení
| Esportista                    | Categoria  | 1/32 de final                          | Setzens de final                                  | Vuitens de final                                      | Quarts de final                           | Semifinal           | Final/FC            | Final/FC            |
| ----------------------------- | ---------- | -------------------------------------- | ------------------------------------------------- | ----------------------------------------------------- | ----------------------------------------- | ------------------- | ------------------- | ------------------- |
| Paula Badosa                  | Individual | K. Mladenovic (FRA) V 6−7(4), 6−3, 6−0 | I. Świątek (POL) V 6−3, 7−6(4)                    | N. Podoroska (ARG) V 6−2, 6−3                         | M. Vondroušová (CZE) D 3−6, 0−0, retirada | No es classificà    | No es classificà    | No es classificà    |
| Garbiñe Muguruza              | Individual | V. Kudermétova (RUS) V 7−5, 7−5        | Q. Wang (CHN) V 6−3, 6−0                          | A. Van Uytvanck (BEL) V 6−4, 6−1                      | I. Ribàkina (KAZ) D 5−7, 1−6              | No es classificà    | No es classificà    | No es classificà    |
| Sara Sorribes                 | Individual | A. Barty (AUS) V 6−4, 6−3              | F. Ferro (FRA) V 6−1, 6−4                         | A. Pavliutxénkova (RUS) D 1−6, 3−6                    | No es classificà                          | No es classificà    | No es classificà    | No es classificà    |
| Carla Suárez                  | Individual | O. Jabeur (TUN) V 6−4, 6−1             | K. Plísková (CZE) D 3−6, 7−6(0), 1−6              | No es classificà                                      | No es classificà                          | No es classificà    | No es classificà    | No es classificà    |
| Paula Badosa Sara Sorribes    | Dobles     |                                        | G. Olmos / R. Zarazúa (MEX) V 6−2, 6−7(4), [10−7] | B. Krejčíková / K. Siniaková (CZE) D 2−6, 7−5, [5−10] | No es classificaren                       | No es classificaren | No es classificaren | No es classificaren |
| Garbiñe Muguruza Carla Suárez | Dobles     |                                        | E. Mertens / A. Van Uytvanck (BEL) V 6−3, 7−6(4)  | B. Bencic / V. Golubic (SUI) D 6−3, 1−6, [9−11]       | No es classificaren                       | No es classificaren | No es classificaren | No es classificaren |

Masculí
| Esportista                         | Categoria  | 1/32 de final                     | Setzens de final                        | Vuitens de final              | Quarts de final                 | Semifinal                     | Final/FC                            | Final/FC            |
| ---------------------------------- | ---------- | --------------------------------- | --------------------------------------- | ----------------------------- | ------------------------------- | ----------------------------- | ----------------------------------- | ------------------- |
| Pablo Andújar                      | Individual | U. Humbert (FRA) D 6−7(3), 1−6    | No es classificà                        | No es classificà              | No es classificà                | No es classificà              | No es classificà                    | No es classificà    |
| Roberti Carballés                  | Individual | N. Bassilaixvili (GEO) D 3−6, 2−6 | No es classificà                        | No es classificà              | No es classificà                | No es classificà              | No es classificà                    | No es classificà    |
| Pablo Carreño                      | Individual | T. Sandgren (USA) V 7−5, 6−2      | M. Čilić (CRO) V 5−7, 6−4, 6−4          | D. Köpfer (GER) V 7−6(7), 6−3 | D. Medvédev (RUS) V 6−2, 7−6(5) | K. Khatxànov (RUS) D 3−6, 3−6 | N. Đoković (SRB) V 6−4, 6−7(6), 6−3 | 3                   |
| Alejandro Davidovich               | Individual | P. Sousa (POR) V 6−3, 6−0         | J. Millman (AUS) V 6−4, 6−7(4), 6−3     | N. Đoković (SRB) D 3−6, 1−6   | No es classificà                | No es classificà              | No es classificà                    | No es classificà    |
| Pablo Andújar Roberti Carballés    | Dobles     |                                   | L. Musetti / L. Sonego (ITA) D 5−7, 4−6 | No es classificaren           | No es classificaren             | No es classificaren           | No es classificaren                 | No es classificaren |
| Pablo Carreño Alejandro Davidovich | Dobles     |                                   | J.S. Cabal / R. Farah (COL) D 2−6, 4−6  | No es classificaren           | No es classificaren             | No es classificaren           | No es classificaren                 | No es classificaren |

## Tennis taula
Vegeu Tennis de taula als Jocs Olímpics d'estiu de 2020
| Esportista    | Categoria          | Ronda preliminar | Primera ronda          | Segona ronda               | Tercera ronda       | Quarta ronda     | Quarts de final  | Semifinal        | Final/FC         | Final/FC |
| ------------- | ------------------ | ---------------- | ---------------------- | -------------------------- | ------------------- | ---------------- | ---------------- | ---------------- | ---------------- | -------- |
| Gàlia Dvorak  | Individual femení  | –                | J. Liu (USA) D 1−4     | No es classificà           | No es classificà    | No es classificà | No es classificà | No es classificà | No es classificà |          |
| Álvaro Robles | Individual masculí | –                | G. Alto (ARG) V 4−1    | D. Jorgić (SVN) D 3−4      | No es classificà    | No es classificà | No es classificà | No es classificà | No es classificà |          |
| Maria Xiao    | Individual femení  | –                | A. Lavrova (KAZ) V 4−0 | M. Soo Wai Yam (HKG) V 4−2 | T. Feng (SIN) D 1−4 | No es classificà | No es classificà | No es classificà | No es classificà |          |

## Tir
Vegeu Tir als Jocs Olímpics d'estiu de 2020
| Esportista                      | Esdeveniment    | Qualificació | Qualificació | Final            | Final            |
| Esportista                      | Esdeveniment    | Punts        | Posició      | Punts            | Posició          |
| ------------------------------- | --------------- | ------------ | ------------ | ---------------- | ---------------- |
| Alberto Fernández               | Fossa masculina | 122          | 9            | No es classificà | No es classificà |
| Fátima Gálvez                   | Fossa femenina  | 116          | 14           | No es classificà | No es classificà |
| Alberto Fernández Fátima Gálvez | Fossa mixta     | 148          | 1 Q          | 41               | 1                |

## Tir amb arc
Vegeu Tir amb arc als Jocs Olímpics d'estiu de 2020
| Esportista                    | Esdeveniment       | Qualificació | Qualificació | 1/32 de final           | Setzens de final | Vuitens de final    | Quarts de final     | Semifinal           | Final/FC            | Final/FC            |
| Esportista                    | Esdeveniment       | Resultat     | Cap de sèrie | 1/32 de final           | Setzens de final | Vuitens de final    | Quarts de final     | Semifinal           | Final/FC            | Final/FC            |
| ----------------------------- | ------------------ | ------------ | ------------ | ----------------------- | ---------------- | ------------------- | ------------------- | ------------------- | ------------------- | ------------------- |
| Daniel Castro                 | Individual masculí | 650          | 44           | C-h. Wei (TPE) D 2−6    | No es classificà | No es classificà    | No es classificà    | No es classificà    | No es classificà    | No es classificà    |
| Inés de Velasco               | Individual femení  | 628          | 48           | C. Kaufhold (USA) D 3−7 | No es classificà | No es classificà    | No es classificà    | No es classificà    | No es classificà    | No es classificà    |
| Daniel Castro Inés de Velasco | Equip mixt         | 1278         | 21           |                         |                  | No es classificaren | No es classificaren | No es classificaren | No es classificaren | No es classificaren |

## Triatló
Vegeu Triatló als Jocs Olímpics d'estiu de 2020
| Esportista        | Esdeveniment | Natació (1,5 km) | Transició 1 | Ciclisme (40 km) | Transició 2 | Cursa a peu (10 km) | Total   | Total   |
| ----------------- | ------------ | ---------------- | ----------- | ---------------- | ----------- | ------------------- | ------- | ------- |
| Fernando Alarza   | Homes        | 18:20            | 0:38        | 56:09            | 0:33        | 30:42               | 1:46:22 | 12      |
| Javier Gómez Noya | Homes        | 18:22            | 0:38        | 56:05            | 0:33        | 32:08               | 1:47:46 | 25      |
| Mario Mola        | Homes        | 18:21            | 0:38        | 56:06            | 0:33        | 30:38               | 1:46:13 | 10      |
| Miriam Casillas   | Dones        | 19:46            | 0:42        | 1:04:50          | 0:34        | 36:00               | 2:01:52 | 21      |
| Anna Godoy        | Dones        | 20:12            | 0:44        | Doblada          | Doblada     | Doblada             | Doblada | Doblada |

| Esportista                                            | Esdeveniment  | Natació (250 m)     | Transició 1         | Ciclisme (7 km)       | Transició 2         | Cursa a peu (1.5 km) | Total                   | Global  | Global |
| ----------------------------------------------------- | ------------- | ------------------- | ------------------- | --------------------- | ------------------- | -------------------- | ----------------------- | ------- | ------ |
| Anna Godoy Fernando Alarza Miriam Casillas Mario Mola | Relleus mixts | 3:46 4:05 4:33 4:05 | 0:40 0:39 0:38 0:36 | 10:38 9:51 10:50 9:51 | 0:31 0:26 0:31 0:27 | 6:33 5:32 6:50 5:29  | 22:08 20:33 23:22 20:28 | 1:26:31 | 10     |

## Vela
Vegeu Vela als Jocs Olímpics d'estiu de 2020
Femení
| Esportista                     | Esdeveniment | Curses | Curses | Curses | Curses | Curses | Curses | Curses | Curses | Curses | Curses | Curses | Curses | Curses | Punts nets | Posició |
| Esportista                     | Esdeveniment | 1      | 2      | 3      | 4      | 5      | 6      | 7      | 8      | 9      | 10     | 11     | 12     | M      | Punts nets | Posició |
| ------------------------------ | ------------ | ------ | ------ | ------ | ------ | ------ | ------ | ------ | ------ | ------ | ------ | ------ | ------ | ------ | ---------- | ------- |
| Blanca Manchón                 | RS:X         | 7      | 7      | 12     | 14     | 13     | 16     | 14     | 9      | 14     | 14     | 10     | 10     | E      | 124        | 11      |
| Cristina Pujol                 | Laser Radial | 1      | 23     | 23     | 28     | 24     | 26     | 30     | 33     | 20     | 4      |        |        | E      | 135        | 16      |
| Patricia Cantero Silvia Mas    | 470          | 11     | 13     | 3      | 6      | 14     | 15     | 8      | 17     | 1      | 10     |        |        | E      | 81         | 11      |
| Paula Barceló Támara Echegoyen | 49erFX       | 2      | 10     | 22     | 2      | 3      | 3      | 13     | 4      | 5      | 19     | 12     | 4      | 12     | 89         | 4       |

Masculí
| Esportista                     | Esdeveniment | Curses | Curses | Curses | Curses | Curses | Curses | Curses | Curses | Curses | Curses | Curses | Curses | Curses | Punts nets | Posició |
| Esportista                     | Esdeveniment | 1      | 2      | 3      | 4      | 5      | 6      | 7      | 8      | 9      | 10     | 11     | 12     | M      | Punts nets | Posició |
| ------------------------------ | ------------ | ------ | ------ | ------ | ------ | ------ | ------ | ------ | ------ | ------ | ------ | ------ | ------ | ------ | ---------- | ------- |
| Ángel Granda                   | RS:X         | 2      | 3      | 13     | 14     | 13     | 17     | 15     | 9      | 10     | 18     | 7      | 8      | 10     | 118        | 10      |
| Joel Rodríguez                 | Laser        | 21     | 4      | 23     | 13     | 9      | 25     | 9      | 10     | 27     | 21     |        |        | E      | 135        | 16      |
| Joan Cardona                   | Finn         | 3      | 3      | 5      | 3      | 2      | 3      | 13     | 7      | 8      | 5      |        |        | 6      | 51         | 3       |
| Nicolás Rodríguez Jordi Xammar | 470          | 10     | 1      | 10     | 6      | 14     | 1      | 3      | 2      | 5      | 7      |        |        | 10     | 55         | 3       |
| Diego Botín Iago López         | 49er         | 5      | 1      | 2      | 5      | 4      | 10     | 15     | 2      | 5      | 4      | 12     | 6      | 7      | 70         | 4       |

Mixt
| Esportista                   | Esdeveniment | Curses | Curses | Curses | Curses | Curses | Curses | Curses | Curses | Curses | Curses | Curses | Curses | Curses | Punts nets | Posició |
| Esportista                   | Esdeveniment | 1      | 2      | 3      | 4      | 5      | 6      | 7      | 8      | 9      | 10     | 11     | 12     | M      | Punts nets | Posició |
| ---------------------------- | ------------ | ------ | ------ | ------ | ------ | ------ | ------ | ------ | ------ | ------ | ------ | ------ | ------ | ------ | ---------- | ------- |
| Tara Pacheco Florián Trittel | Nacra 17     | 4      | 6      | 6      | 10     | 6      | 3      | 7      | 1      | 7      | 9      | 13     | 3      | 14     | 76         | 6       |

## Voleibol
Vegeu Voleibol als Jocs Olímpics d'estiu de 2020

### Voleibol platja
| Esportista                       | Esdeveniment | Ronda preliminar | Ronda preliminar | Repesca                                                | Vuitens de final                                            | Quarts de final     | Semifinal           | Final/FC            | Final/FC            |
| Esportista                       | Esdeveniment | Resultat | Posició          | Repesca                                                | Vuitens de final                                            | Quarts de final     | Semifinal           | Final/FC            | Final/FC            |
| -------------------------------- | ------------ | --- | ---------------- | ------------------------------------------------------ | ----------------------------------------------------------- | ------------------- | ------------------- | ------------------- | ------------------- |
| Adrián Gavira Pablo Herrera      | Homes        | Grup A K. Semenov / I. Leshukov (RUS) D 0−2 (19−21, 20−22) A. Mol / C. Sørum (NOR) D 0−2 (17−21, 22−24) C. McHugh / D. Schumann (AUS) V 2−0 (21−16, 21−16)     | 3 q              | P. Kantor / B. Łosiak (POL) V 2−1 (31−29, 19−21, 15−7) | V. Krasilnikov / O. Stoyanovskiy (RUS) D 0−2 (20−22, 17−21) | No es classificaren | No es classificaren | No es classificaren | No es classificaren |
| Elsa Baquerizo Liliana Fernández | Dones        | Grup B S. Keizer / M. Meppelink (NED) V 2−1 (19−21, 21−18, 16−14) A. Klineman / A. Ross (USA) D 0−2 (13−21, 16−21) C. Xue / X. Wang (CHN) D 0−2 (13−21, 10−21) | 3 q              | M. Ishii / M. Murakami (JPN) V 2−0 (21−15, 21−10)      | S. Pavan / M. Humana-Paredes (CAN) D 0−2 (13−21, 13−21)     | No es classificaren | No es classificaren | No es classificaren | No es classificaren |

## Waterpolo
Vegeu Waterpolo als Jocs Olímpics d'estiu de 2020

### Femení
Equip
| - Marta Bach - Anni Espar - Clara Espar - Laura Ester - Judith Forca - Maica García - Irene González |  | - Paula Leitón - Beatriz Ortiz - Pili Peña - Elena Ruiz - Elena Sánchez - Roser Tarragó |

Entrenador: Miki Oca
Fase de grups
| Equip         | J | G | E | P | GF | GC | Dif | Punts |
| ------------- | - | - | - | - | -- | -- | --- | ----- |
| Espanya       | 4 | 3 | 0 | 1 | 71 | 37 | +34 | 6     |
| Austràlia     | 4 | 3 | 0 | 1 | 46 | 33 | +13 | 6     |
| Països Baixos | 4 | 3 | 0 | 1 | 75 | 41 | +34 | 6     |
| Canadà        | 4 | 1 | 0 | 3 | 48 | 39 | +9  | 2     |
| Sud-àfrica    | 4 | 0 | 0 | 4 | 7  | 97 | −90 | 0     |

Resultats
| Ronda           | Data  | Hora  | Partit        | Partit  | Partit          |
| --------------- | ----- | ----- | ------------- | ------- | --------------- |
| Fase grups − 1  | 24/07 | 18:20 | Sud-àfrica    | 4 − 29  | Espanya         |
| Fase grups − 2  | 26/07 | 19:50 | Espanya       | 14 − 10 | Canadà          |
| Fase grups − 3  | 28/07 | 19:50 | Països Baixos | 14 − 13 | Espanya         |
| Fase grups − 4  | 30/07 | 19:50 | Espanya       | 15 − 9  | Austràlia       |
| Quarts de final | 03/08 | 15:30 | Espanya       | 11 − 7  | R.P. de la Xina |
| Semifinal       | 05/08 | 19:50 | Espanya       | 8 − 6   | Hongria         |
| Final           | 07/08 | 16:30 | Espanya       | 5 − 14  | Estats Units    |

### Masculí
Equip
| - Unai Aguirre - Alejandro Bustos - Martin Famera - Francisco Fernández - Álvaro Granados - Marc Larumbe - Daniel López |  | - Blai Mallarach - Alberto Munárriz - Felipe Perrone - Bernat Sanahuja - Roger Tahull - Miguel de Toro |

Entrenador: David Martín
Fase de grups
| Equip      | J | G | E | P | GF | GC | Dif | Punts |
| ---------- | - | - | - | - | -- | -- | --- | ----- |
| Espanya    | 5 | 5 | 0 | 0 | 61 | 31 | +30 | 10    |
| Croàcia    | 5 | 3 | 0 | 2 | 62 | 46 | +16 | 6     |
| Sèrbia     | 5 | 3 | 0 | 2 | 70 | 46 | +24 | 6     |
| Montenegro | 5 | 2 | 0 | 3 | 54 | 56 | −2  | 4     |
| Austràlia  | 5 | 2 | 0 | 3 | 49 | 60 | −11 | 4     |
| Kazakhstan | 5 | 0 | 0 | 5 | 35 | 92 | −57 | 0     |

Resultats
| Ronda               | Data  | Hora  | Partit       | Partit  | Partit     |
| ------------------- | ----- | ----- | ------------ | ------- | ---------- |
| Fase grups − 1      | 25/07 | 18:20 | Sèrbia       | 12 − 13 | Espanya    |
| Fase grups − 2      | 27/07 | 11:30 | Montenegro   | 6 − 8   | Espanya    |
| Fase grups − 3      | 29/07 | 11:30 | Espanya      | 16 − 4  | Kazakhstan |
| Fase grups − 4      | 31/07 | 11:30 | Austràlia    | 5 − 16  | Espanya    |
| Fase grups − 5      | 02/08 | 15:30 | Espanya      | 8 − 4   | Croàcia    |
| Quarts de final     | 04/08 | 14:00 | Estats Units | 8 − 12  | Espanya    |
| Semifinal           | 06/08 | 19:50 | Sèrbia       | 10 − 9  | Espanya    |
| Final de consolació | 08/08 | 13:40 | Hongria      | 9 − 5   | Espanya    |